# Margaret Walker
Margaret Walker (Margaret Abigail Walker Alexander por casamento; 7 de julho de 1915 - 30 de novembro de 1998) foi uma poetisa e escritora americana. Ela fez parte do movimento literário afro-americano em Chicago, conhecido como Chicago Black Renaissance. Seus trabalhos notáveis incluem For My People (1942), que venceu o Yale Series of Younger Poets Competition, e o romance Jubilee (1966), ambientado no sul durante a Guerra Civil Americana.

## Biografia
Walker nasceu em Birmingham, Alabama, filho de Sigismund C. Walker, um ministro, e Marion (nascida Dozier) Walker, que ajudou sua filha ensinando filosofia e poesia quando criança. Sua família mudou-se para Nova Orleans quando Walker era uma menina. Aos 15 anos, ela mostrou alguns de seus poemas para Langston Hughes, em uma turnê de palestras no momento, que reconheceu seu talento. Ela frequentou a escola lá, incluindo vários anos de faculdade, antes de se mudar para o norte, para Chicago.
Em 1935, Walker recebeu seu diploma de bacharel em artes pela Northwestern University. Em 1936, ela começou a trabalhar com o Federal Writers' Project sob a Works Progress Administration do presidente Franklin D. Roosevelt durante a Grande Depressão. Ela trabalhou ao lado de outros jovens escritores como Gwendolyn Brooks e Frank Yerby. Ela era membro do South Side Writers Group, que incluía autores como Richard Wright, Arna Bontemps, Fenton Johnson, Theodore Ward e Frank Marshall Davis.
Em 1942, ela recebeu seu mestrado em redação criativa pela Universidade de Iowa. Em 1965, ela voltou a essa escola para obter seu doutorado.
Walker casou-se com o primeiro-ministro Alexander em 1943 e mudou-se para o Mississippi para ficar com ele. Eles tiveram quatro filhos juntos e moravam na capital de Jackson.

## Carreira acadêmica
Walker tornou-se professora de literatura no que hoje é a Jackson State University, uma faculdade historicamente negra, onde lecionou de 1949 a 1979. Em 1968, Walker fundou o Institute for the Study of History, Life, and Culture of Black People (agora Margaret Walker Center) e seus documentos pessoais estão agora armazenados lá. Em 1976, ela passou a atuar como diretora do instituto.

## Escrita literária
Em 1942, a coleção de poesia de Walker, For My People, venceu o Yale Series of Younger Poets Competition sob o julgamento do editor Stephen Vincent Benét, tornando-a a primeira mulher negra a receber um prêmio nacional de redação. Her For My People foi considerada a "coleção de poesia mais importante escrita por um participante do Renascimento Negro de Chicago antes de A Street in Bronzeville, de Gwendolyn Brooks". Richard Barksdale diz: "O poema [título] foi escrito quando "a dor mundial, tristeza e aflição eram tangivelmente evidentes, e poucos podiam isolar o dilema do homem negro do dilema da humanidade durante os anos de depressão ou durante os anos de guerra". Ele disse que o poder de resiliência apresentado no poema é uma esperança que Walker oferece não apenas aos negros, mas a todas as pessoas, a "todos os Adãos e Evas".
O segundo livro publicado de Walker (e único romance), Jubileu (1966), é a história de uma família escrava durante e após a Guerra Civil, e é baseado na vida de sua bisavó.  Ela levou trinta anos para escrever. Roger Whitlow diz: "Serve especialmente bem como uma resposta à ficção de 'nostalgia' branca sobre o antebellum e a Reconstrução do Sul."
Este livro é considerado importante na literatura afro-americana. Walker foi a primeira de uma geração de mulheres que começou a publicar mais romances na década de 1970.
Em 1975, Walker lançou três álbuns de poesia pela Folkways Records - Margaret Walker Alexander Reads Poems of Paul Laurence Dunbar e James Weldon Johnson e Langston Hughes ; Margaret Walker lê Margaret Walker e Langston Hughes ; e A Poesia de Margaret Walker.
Walker recebeu o prêmio Candace da National Coalition of 100 Black Women em 1989.

## Processos judiciais
Em 1978, Margaret Walker processou Alex Haley, alegando que seu romance de 1976, Roots: The Saga of an American Family, violou os direitos autorais de Jubilee ao tomar emprestado de seu romance. O caso foi arquivado.
Em 1991, Walker foi processada por Ellen Wright, a viúva de Richard Wright, alegando que o uso de Walker de cartas não publicadas e um diário não publicado em uma biografia recém-publicada de Wright violou os direitos autorais da viúva. Wright v. Warner Books foi indeferido pelo tribunal distrital, e este julgamento foi apoiado pelo tribunal de apelações.

## Morte e legado
Walker morreu de câncer de mama em Chicago, Illinois, em 1998, aos 83 anos.
Walker foi introduzido no Chicago Literary Hall of Fame em 2014.
Walker foi homenageado com um criador de história através da Trilha dos Escritores do Mississippi.

## Obras
- For My People. [S.l.]: Ayer. 1942. ISBN 978-0-405-01902-9 (reprint 1968)
- Prophets for a New Day. [S.l.]: Broadside Press. 1970. ISBN 9780910296212
- October Journey. [S.l.]: Broadside Press. 1973. ISBN 978-0-910296-96-0
- A Poetic Equation: Conversations Between Nikki Giovanni and Margaret Walker. [S.l.]: Howard University Press. 1974. ISBN 9780882580036
- Richard Wright, Daemonic Genius: A Portrait of the Man, a Critical Look at His Work. [S.l.]: Warner Books. 1988. ISBN 9781567430042
- This Is My Century: New and Collected Poems. [S.l.]: University of Georgia Press. 1989. ISBN 978-0-8203-1135-7
- Graham, ed. (1990). How I Wrote Jubilee and Other Essays on Life and Literature. [S.l.]: Feminist Press. ISBN 978-1-55861-004-0
- Graham, ed. (1997). On Being Female, Black, and Free: Essays by Margaret Walker, 1932-1992. [S.l.]: University of Tennessee Press. ISBN 9780870499807
- Jubilee. [S.l.]: Houghton Mifflin Harcourt. 1999. ISBN 978-0-395-92495-2
- Graham, ed. (2002). Conversations with Margaret Walker. [S.l.]: University Press of Mississippi. ISBN 978-1-57806-512-7

## Artigos
- Folhas de prova para o Jubileu e cópia original pré-corrigida de A Poetic Equation na Biblioteca Millsaps-Wilson, Millsaps College, Jackson, Mississippi
- Margaret Walker Alexander Room and Collection, Jackson State University[18]

## Biografia cinematográfica
- For My People, The Life and Writing of Margaret Walker, distribuído pela California Newsreel .

## Poesia e musica
A poesia evocativa de Margaret Walker inspirou novas composições musicais de compositores dos séculos XX e XXI. Trabalhos inspirados incluem 2011 For My People - The Margaret Walker Song Cycle de Randy Klein, um ciclo de canções para coro (anteriormente intitulado Lineage), e 2022 BORN FREE de Edward W. Hardy, um ciclo de canções para soprano, violino e piano.